# بیردو
بیردو که همچنین به‌عنوان کاترین (キャサリン Kyasarin, [kʲa.sa. ɾiɴ]) در ژاپن شناخته می‌شود، شخصیتی از فرنچایز ماریو می‌باشد که برای اولین‌بار در یومه کوجو: دوکی دوکی پانیک، که برای مخاطبان انگلیسی‌زبان به‌جای این بازی برادران سوپر ماریو ۲ جایگزیده شده، به‌عنوان یکی از دشمنان ایفای نقش کرد و از آن زمان تاکنون بیردو به‌عنوان شخصیتی غیرهمیشگی در اسپین‌آف‌های متعددی از این فرنچایز ظاهر شده‌است. بیردو پیشتر به‌عنوان هماورد به تصویر کشیده شده‌بود اما اکنون به‌مثابهٔ یکی از متحدان به تصویر کشیده شده‌است، بیردو چندین حضور افتخاری نیز به‌ویژه در مجموعهٔ ماریو کارت و بازی ویدئویی ژاپنی کاپیتان رینبو برای وی داشته‌است.